# Reserve-Panzer-Division (Wehrmacht)
Le Reserve-Panzer-Division della Wehrmacht erano le divisioni corazzate di riserva dell'esercito della Germania nazista. Quattro in totale, nacquero in genere nell'estate 1943 e rimasero attive per meno di un anno, servendo unicamente come serbatoio di truppe con cui rimpiazzare le perdite delle unità impegnate in prima linea o per crearne di nuove.

## 155. Reserve-Panzer-Division
La 155. Reserve-Panzer-Division nacque il 1º agosto 1943 dal cambio di nome della Panzer-Division Nr. 155. Nel dicembre dello stesso anno risultava in forza al LVIII Reserve-Panzerkorps (LVIII corpo corazzato della riserva). Operò in Francia, prima nella zona di Rennes e poi in quella di Nîmes, fino all'aprile-maggio 1944, quando fu assorbita dalla 9. Panzer-Division e, in misura minore, dalla 233. Reserve-Panzer-Division. L'unità era composta da un battaglione corazzato, da due reggimenti panzergrenadier, da un battaglione di artiglieria, da un battaglione da ricognizione, da un battaglione anticarro, da una compagnia addetta alle comunicazioni e da truppe addette ai servizi.
Suoi comandanti furono il Generalleutnant Franz Landgraf (1 - 23 agosto 1943), il Generalmajor Kurt von Jesser (24 agosto - 6 settembre 1943), di nuovo il Generalleutnant Franz Landgraf (7 - 30 settembre 1943) e il parigrado Max Fremerey (1º ottobre 1943 - 30 aprile 1944).

## 179. Reserve-Panzer-Division
Il 30 luglio 1943 la Panzer-Division Nr. 179 cambiò nome in 179. Reserve-Panzer-Division, unità quest'ultima rimasta attiva fino al maggio 1944, quando venne sciolta e inglobata nella 116. Panzer-Division e nella 233. Reserve-Panzer-Division. L'organico, stanziato in Francia, era formato da un battaglione corazzato, da un reggimento panzergrenadier e da un reggimento di fanteria, oltre che da un battaglione di artiglieria, un altro da ricognizione e un altro anticarro, a cui si aggiungevano le truppe addette ai servizi.
Unico comandante della divisione fu il Generalleutnant Walter von Boltenstern (30 luglio 1943 - 10 maggio 1944).

## 233. Reserve-Panzer-Division
La 233. Reserve-Panzer-Division ebbe origine il 10 agosto 1943 dal cambio di nome della 233. Panzer-Division e venne trasportata in Danimarca. Nel periodo marzo-maggio 1944 cedette diversi effettivi e materiali alla 6., 19. e 25. Panzer-Division, ma al contempo venne rinforzata da personale della 155., 179., e 255. Reserve-Panzer-Division., e forse anche dalla Panzer-Brigade "Norwegen" (brigata corazzata "Norvegia"). Il 21 luglio fornì uomini e mezzi per la costituzione della Panzer-Brigade 102 e dal gennaio al febbraio 1945 venne privata quasi del tutto degli effettivi in favore della Panzer-Division Holstein. Già il 15 febbraio comunque venne dato ordine di rimpiazzare i trasferimenti attingendo da vari reggimenti e battaglioni di panzergrenadier della riserva.
Soprannominata "Holstein", la divisione era composta da un quartier generale, da un reggimento corazzato, da un reggimento da ricognizione, da due reggimenti panzergrenadier, da un battaglione di artiglieria e da un altro anticarro nonché da un battaglione del genio e dalle solite truppe dei servizi. Questa divisione della riserva ebbe vita più lunga delle sue simili giacché riprese il nome di 233. Panzer-Division il 21 febbraio 1945, quando si trovava divisa tra le città di Aarhus e Viborg, sempre in Danimarca.
Comandanti della divisione furono il Generalleutnant Kurt Cuno (8 agosto 1943 - 20 maggio 1944), il Generalleutnant Max Fremerey (20 maggio - 14 agosto 1944), il Generalleutnant Hellmuth von der Chevallerie (15 agosto - 3 ottobre 1944) e di nuovo il Generalleutnant Max Fremerey (4 ottobre 1944 - aprile 1945).

## 273. Reserve-Panzer-Division
Della 273. Reserve-Panzer-Division si sa che prese vita a Würzburg il 1º novembre 1943 e che già una settimana dopo era nella Francia sud-occidentale come riserva della 1. Armee (1ª armata). Fornì nel marzo 1944 molti uomini alla 10. Panzergrenadier-Division e alla 11. Panzer-Division il maggio-giugno seguente, quando i suoi pochi resti vennero sciolti in Germania il 15 del sesto mese del 1944. Era composta da un reggimento corazzato, da un reggimento panzergrenadier e da un altro di fanteria motorizzata, da un battaglione di artiglieria, da un battaglione per la ricognizione, da due battaglioni anticarro, da un battaglione del genio e dalle truppe addette ai servizi.
Unico comandante della formazione fu il Generalleutnant Hellmuth von der Chevallerie (15 novembre 1943 - 9 maggio 1944).